# Bukwałd
Bukwałd (deutsch Groß Buchwalde) ist ein Ort in der polnischen Woiwodschaft Ermland-Masuren. Er gehört zur Gmina Dywity (Landgemeinde Diwitten) im Powiat Olsztyński (Kreis Allenstein).

## Geographische Lage
Bukwałd liegt am Nordufer des Buchwalder Sees (polnisch Jezioro Bukwałdzkie) im Westen der Woiwodschaft Ermland-Masuren, 13 Kilometer nordwestlich der Kreis- und Woiwodschaftshauptstadt Olsztyn (deutsch Allenstein).

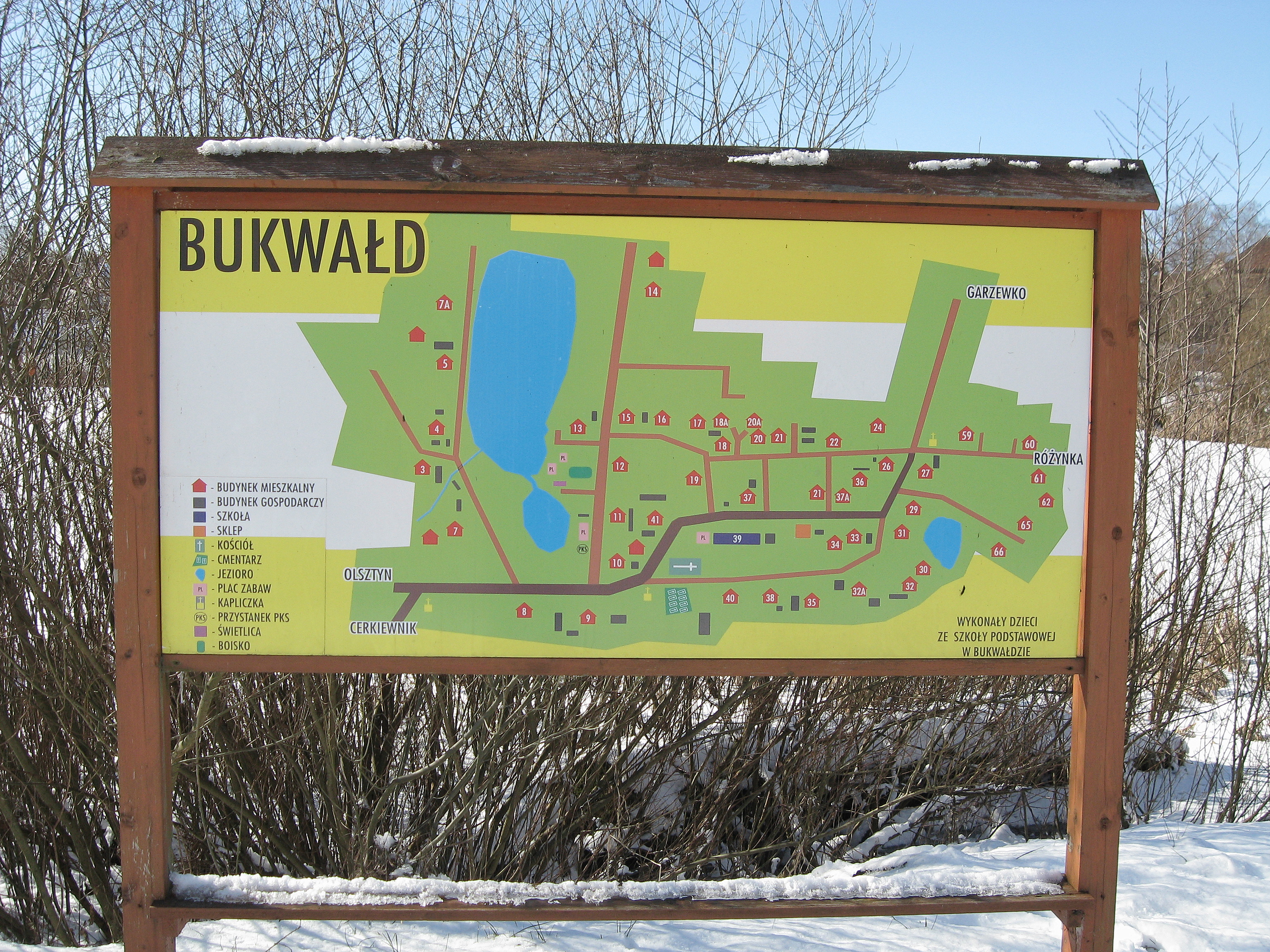
Orientierungstafel Bukwałd

## Geschichte
Der Gutsort Buchwalde wurde um 1359 gegründet. Im Jahre 1785 wurde es als königliches Bauerndorf im Amt Allenstein mit 34 Feuerstellen genannt, und 1820 als kölmisches und königliches Dorf mit 39 Feuerstellen bei 138 Einwohnern. Die Volkszählung am 3. Dezember 1861 erbrachte 53 Wohngebäude mit 463 Einwohnern.
Als 1874 der Amtsbezirk Braunswalde (polnisch Brąswałd) im ostpreußischen Kreis Allenstein errichtet wurde, gehörte der Gutsbezirk Groß Buchwalde von Anfang an dazu.
Im Jahre 1910 waren in Groß Buchwalde 645 Einwohner gemeldet. Ihre Zahl stieg bis 1933 auf 721 und belief sich 1939 auf 724.
Als 1945 in Kriegsfolge das gesamte südliche Ostpreußen an Polen fiel, erhielt Groß Buchwalde die polnische Namensform „Bukwałd“. Heute ist der Ort in die Landgemeinden Dywity (Diwitten) im Powiat Olsztyński (Kreis Allenstein) integriert, von 1975 bis 1998 der Woiwodschaft Olsztyn, seither der Woiwodschaft Ermland-Masuren zugehörig. Bukwałd zählte im Jahre 2021 insgesamt 502 Einwohner.

## Kirche

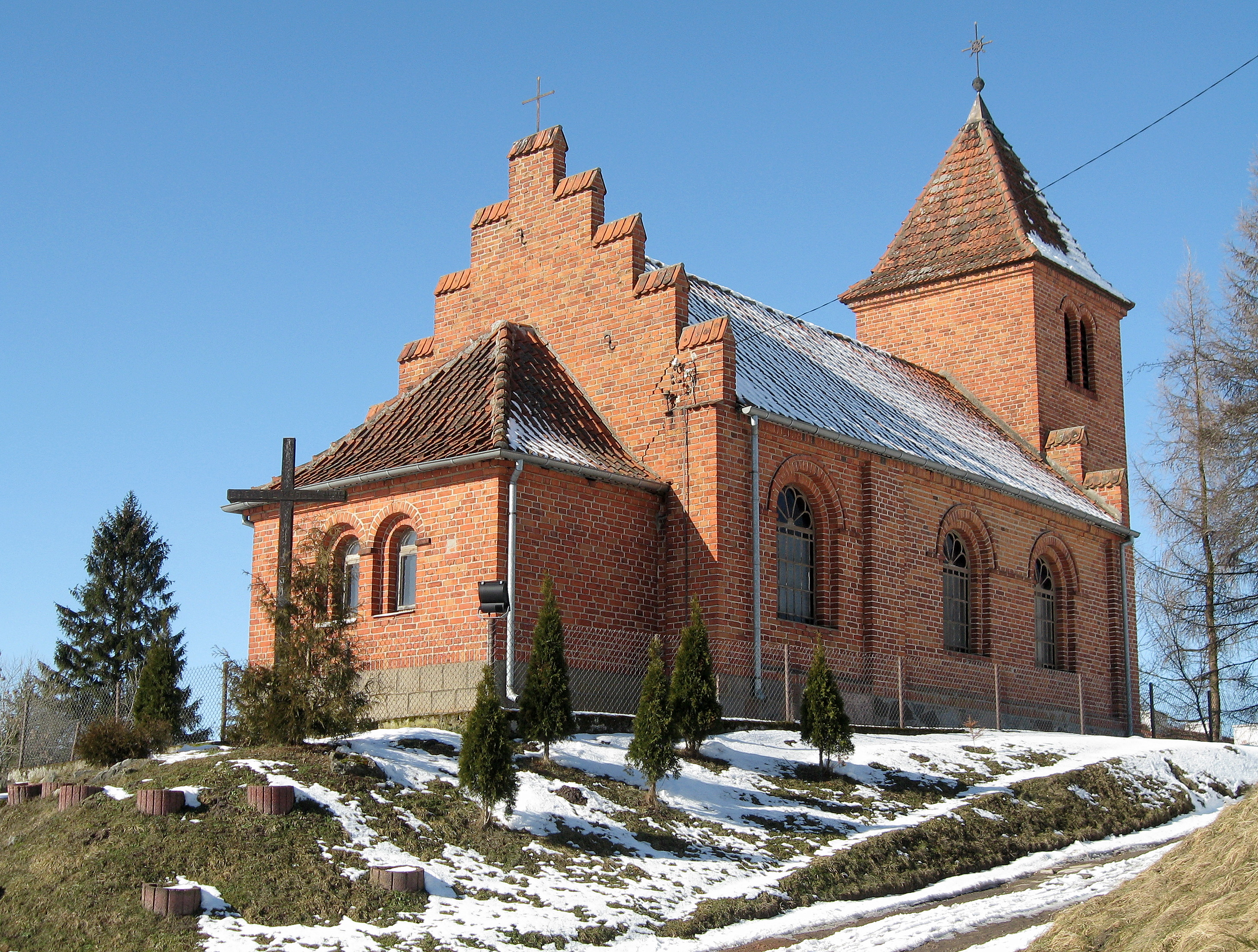
Die St.-Joseph-Kapelle in Bukwałd

### Römisch-katholisch
Die neuromanische und dem Hl. Joseph geweihte Kapelle in Bukwałd ist eine Filialkirche der römisch-katholischen Pfarrei Brąswałd (Braunswalde). Sie war vor 1945 den Groß Buchwaldern und ist noch heute den Bukwałdern „ihre“ Kirche. Sie gehört zum Erzbistum Ermland.

### Evangelisch
Die evangelischen Einwohner von Groß Buchwald waren in die Kirche Allenstein in der Kirchenprovinz Ostpreußen der Kirche der Altpreußischen Union eingegliedert. Noch heute ist diese – inzwischen mit einem Namen belegte – Christus-Erlöser-Kirche in Olsztyn das Gotteshaus der evangelischen Bukwałder, wobei sie jetzt zur Diözese Masuren der Evangelisch-Augsburgischen Kirche in Polen gehört.

## Verkehr

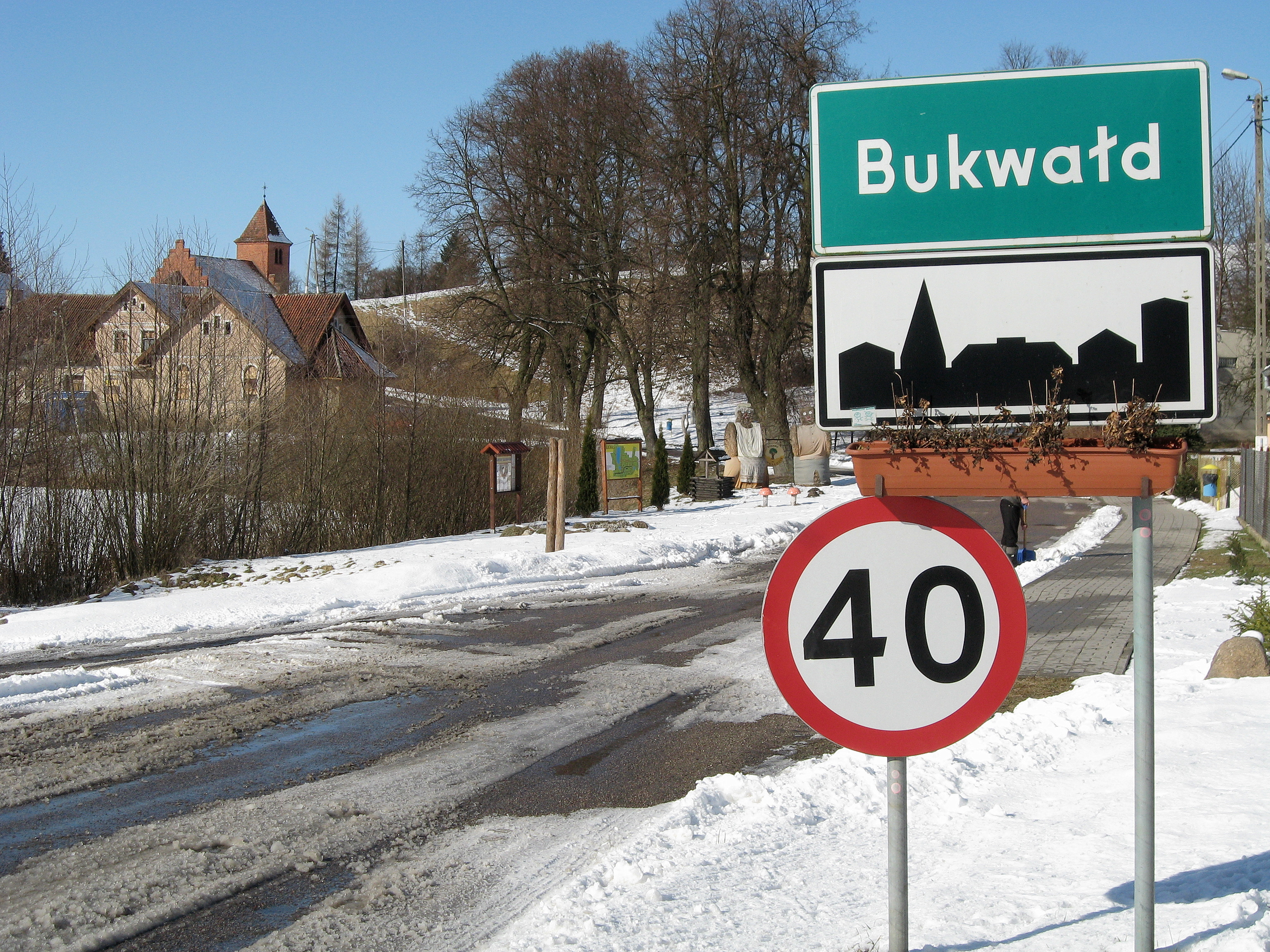
Ortseinfahrt Bukwałd

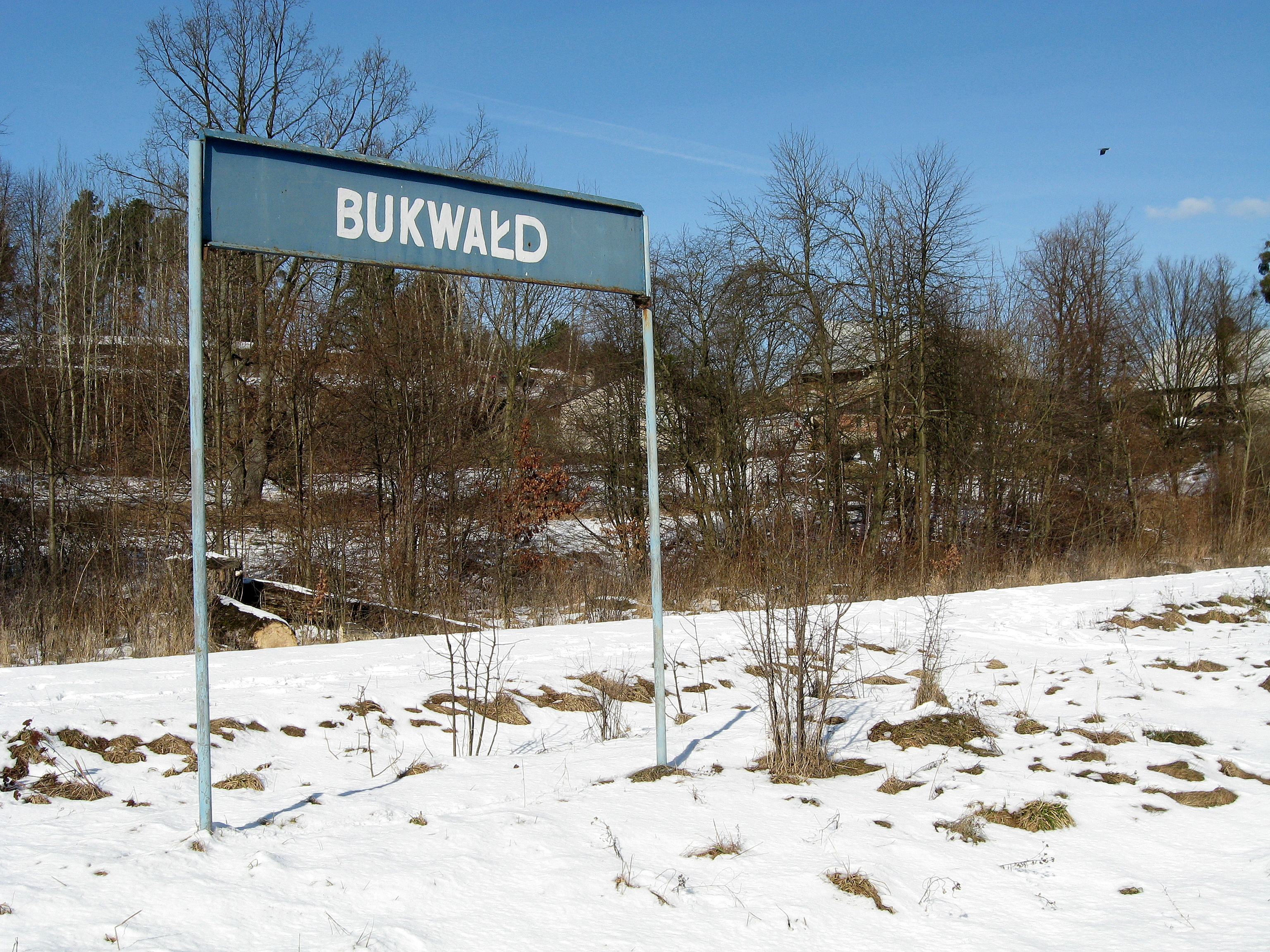
Bahnstation Bukwałd

### Straße
Bukwałd liegt an einer Nebenstraße, die bei Dywity (Diwitten) von der polnischen Landesstraße 51 (frühere deutsche Reichsstraße 134) abzweigt und über Brąswałd (Braunswalde) und Barkweda (Bergfriede) bis nach Różynka (Rosengarth) führt.

### Schiene
Bukwałd ist Bahnstation an der Bahnstrecke Olsztyn Gutkowo–Braniewo (PKP-Linie 221). Die Station liegt zwei Kilometer südöstlich bereits auf dem Gebiet von Barkweda (Bergfriede). Am 1. November 1884 wurde sie eröffnet, hieß bis 1901 „Buchwalde“, 1901 bis 1920 „Groß Buchwalde“, 1920 bis 1945 „Großbuchwalde“ und ab 1945 „Bukwałd“.
Der Streckenabschnitt zwischen Olsztyn Gutkowo (Göttkendorf) und Dobre Miasto (Guttstadt), an dem Bukwałd liegt, wird  allerdings seit 2019 nicht (mehr) regulär befahren.